# Prêmio Ambiental Volvo
O Prêmio Ambiental Volvo (em inglês:  Volvo Environment Prize) é um prêmio internacional anual da Suécia. É concedido a pessoas que "exploram o caminho de um mundo sustentável". O prêmio é concedido pela fundação independente The Volvo Environment Prize Foundation, instituída em 1989. O laureado recebe um diploma original do artista suéco Göran Dahlbom, um escultura em vidro e o valor monetário de SEK 1,5 milhões (aproximadamente 140 000 euros ou 190 000 dólares dos Estados Unidos).

## Laureados
- 1990: John V. Krutilla e Allen V. Kneese
- 1991: Paul Crutzen
- 1992: Norman Myers e Peter H. Raven
- 1993: Paul Ralph Ehrlich e John Holdren
- 1994: Gita Sen
- 1995: Gilberg White
- 1996: James Lovelock
- 1997: Syukuro Manabe e Veerabhadran Ramanathan
- 1998: David Schindler, Malin Falkenmark
- 1999: Monkombu Swaminathan
- 2000: José Goldemberg, Thomas B. Johansson, Amulya K. Reddy e Robert H. Williams
- 2001: George M. Woodwell
- 2002: Partha Dasgupta e Karl-Göran Mäler
- 2003: Madhav Gadgil e Muhammad Yunus
- 2004: David Satterthwaite, Jamie Lerner, Luisa Molina e Mario Molina
- 2005: Mary T Kalin Arroyo e Aila Inkeri Keto
- 2006: Ray Hilborn, Daniel Pauly e Carl Walters
- 2007: Amory Lovins
- 2008: Crawford Stanley Holling
- 2009: Susan Solomon
- 2010: Harold Mooney
- 2011: Hans Joachim Schellnhuber
- 2012: Gretchen Daily[2]
- 2013: Qin Dahe
- 2014: Eric Lambin